# Solenura nigra
Solenura nigra är en stekelart som först beskrevs av Walker 1872.  Solenura nigra ingår i släktet Solenura och familjen puppglanssteklar. Inga underarter finns listade i Catalogue of Life.